# Neuromiotonia
La síndrome d'Isaacs o neuromiotonia és un malaltia neuromuscular rara, de la neurona motriu perifèrica, caracteritzada per l'aparició d'una polineuropatia (afecció de diversos territoris nerviosos) associada a una atàxia (manca de la coordinació de moviments musculars) episòdica de tipus hereditari de començament en la infància tardana o la joventut i amb resposta variable al tractament, podent en alguns casos aparèixer remissions espontànies. S'acompanya de rigidesa muscular i rampes especialment en les extremitats.
La malaltia apareix entre els 15 i els 60 anys, però la majoria de persones experimenten els primers símptomes abans dels 40 anys. El trastorn pot seguir un patró semblant al d'herència autosòmica dominant o adquirit (de causa desconeguda). La forma adquirida ocasionalment es presenta en associació amb neuropaties perifèriques o després de la radioteràpia, però més sovint és considerada com una malaltia autoimmunitària (reaccions agressives de l'organisme enfront dels seus propis components, que es comporten com antígens), causat per anticossos que s'uneixen als canals de potassi en el nervi motor. La síndrome d'Isaac és tot just un de diversos problemes neurològics que poden ser causats per anticossos contra els canals de potassi.

## Símptomes
Clínicament es caracteritza per:
- Aparició contínua o intermitent de mioquimies (ondulació persistent del múscul, semblant a una vibració)
- Dificultat per a la relaxació completa després de l'exercici del múscul afectat
- Fasciculacions (sèrie de contraccions que afecten grups de fibres musculars)
- Hiporeflèxia
- Debilitat muscular.
- Hiperhidrosi (sudoració excessiva)
- Taquicàrdia (batec anormalment ràpid del cor)
- Dificultat tant de la parla com de la respiració

Aquests símptomes persisteixen fins i tot durant el son i l'anestèsia general, fet aquest que serveix per distingir-la de la síndrome de la persona rígida.
En els casos més avançats la rigidesa muscular generalitzada i la debilitat muscular, juntament amb la lentitud de moviments, porten a un caminar fatigós arribant en els casos extrems a estar bloquejats tots els moviments voluntaris.

## Diagnòstic
El diagnòstic de confirmació exigeix la realització d'un electromiograma (registre de l'activitat elèctrica del múscul esquelètic), on es demostra la presència contínua d'activacions espontànies de la unitat motriu amb intervals variables (1-20 segons) de silenci elèctric.
La síndrome d'Isaac no té cura. El pronòstic a llarg termini per a les persones afectades és incert

## Tractament
L'activitat muscular contínua, pot aturar amb el tractament amb diferents fàrmacs, del tipus d'acetazolamida, fenitoïna o carbamazepina, i en els casos refractaris al tractament farmacològic, es pot intentar l'ús de la plasmafèresi (mètode mitjançant el qual s'extreu completament la sang del cos i es processa de manera que els glòbuls blancs i vermells se separin del plasma).